# Tritegeus brevisetus
Tritegeus brevisetus är en kvalsterart som beskrevs av Sitnikova 1975. Tritegeus brevisetus ingår i släktet Tritegeus och familjen Cepheidae. Inga underarter finns listade i Catalogue of Life.